# Macromeles tschonoskii
Macromeles tschonoskii är en rosväxtart som först beskrevs av Carl Maximowicz, och fick sitt nu gällande namn av Gen-Iti Koidzumi. Macromeles tschonoskii ingår i släktet Macromeles och familjen rosväxter. Inga underarter finns listade i Catalogue of Life.